# Karel Schwing
Karel Schwing (18. července 1845 Panenské Břežany – 29. prosince 1907 Královské Vinohrady) byl český lékař, gynekolog, porodník, vysokoškolský profesor, odborný autor a pedagog, významná osobnost gynekologie a porodnictví v českých zemích.

## Život

### Mládí a praxe
Narodil se ve Panenských Břežanech severně od Prahy. Jeho rodiče byli Pavel Schwing a Marie, dcera učitele a skladatele Jakuba Jana Ryby. Po vychození obecné školy a gymnázia vystudoval Lékařskou fakultu Karlo-Ferdinandovy univerzity v Praze. Doktorát získal roku 1873, v letech pak působil jako 2. asistent porodnické kliniky pro porodní báby u prof. F. Webera.

### Gynekologie a porodnictví
Roku 1883 habilitoval z oborů gynekologie a porodnictví na lékařské fakultě Karlo-Ferdinandovy Univerzity, poté pracoval v několika pražských nemocnicích a ústavech, následně se zřídil soukromou praxi. Absolvoval také studijní cestu po Německu. Získal docenturu a nastoupil jako lékař ženských chorob na české poliklinice v Praze. Od roku 1886 vykonával funkci primáře českého oddělení nalezince, posléze zde vedl kliniku novorozenců a kojenců. Roku 1889 získal ve svých oborech profesuru. V letech 1892 až 1898 působil jako ředitel České zemské porodnice a nalezince, roku 1901 se významně zasloužil o výstavbu jeho nové budovy.
Zabýval se rovněž vědeckým bádáním, pravidelně publikoval v Časopise lékařů českých. Roku 1906 odešel do důchodu.

### Úmrtí
Karel Schwing zemřel 29. prosince 1907 na Královských Vinohradech ve věku 62 let po delší nemoci. Pohřben byl v rodinné hrobce na Vinohradském hřbitově.
Byl ženatý s Marií Schwingovou, roz. Rybičkovou, se kterou počali několik dětí.